# Notker Labeo

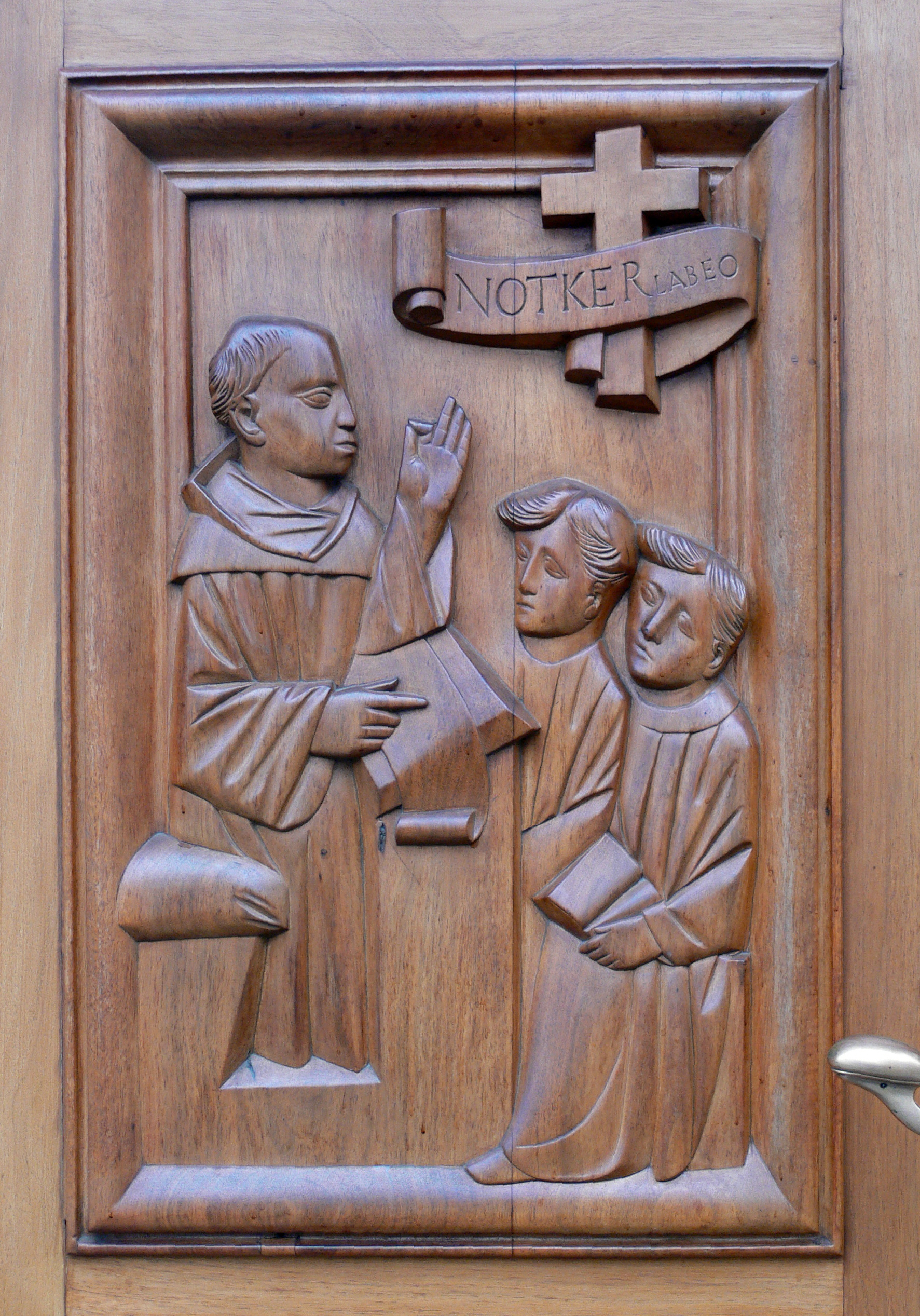
Relieve de Notker Labeo.St. Gallen

Notker Labeo, monje de la abadía de Saint Gall.. Nació hacia el año 950 y falleció en 1022.

## Biografía
Siendo sólo un niño, llegó a Saint Gall, en donde se transformó en un gran lector, adquiriendo de esta manera una gran cultura. Tenía así fama de teólogo, filólogo, matemático, astrónomo, músico y poeta. Tradujo textos del latín al alemán, algo inhabitual en su época, conservándose sus traducciones de Boecio (De consolatione philosophiae), Marcianus Capella (De nuptiis Philologiae et Mercurii), Aristóteles (De categoriis y De interpretatione) y los Salmos. Su traducción del libro de Job se ha perdido actualmente. De esta manera, se transformó en uno de los grandes estilistas del idioma alemán medieval.
Su alumno Ekkehardo I narra cómo escribía Notker «por primera vez en lengua vulgar, exponiendo varios comentarios en alemán por amor a sus estudiantes» y tradujo también el Salterio, la Moralia in Job de Gregorio Magno y otras obra que se han perdido. 
A su vez, el ismo Notker informaba, en una carta escrita al obispo Ugo de Sion, haber traducido al alemán las Categorías y De interpretatione dei Aristóteles, incluyendo el comentario de  Boecio, la De consolatione philosophiae de este último, el De nuptiis Philologiae et Mercurii de Marziano Capella y algunos Salmos, además de haber compuesto un De sillogismis - obras todas que se han conservado - y otras perdidas como Opuscoli teologici y la De institutione arithmetica de Boecio, Distica Catonis, el Bucoliche de Virgilio y la Andria de Terencio.  
Sus comentarios no tienen ninguna originalidad, basándose sobre todo en Remigio de Auxerre, Alcuino, Casiodoro, Cicerón, Elio Donato, Isidoro de Sevilla y Prisciano y por tanto, en contra de los estudios habituales de la abadía, se ha preocupado de comentar la lógica de Aristóteles, que permanece completamente ajena al pensamiento clásico del maestro de Estagira, cuya lógica no vale para él, frente a la dogmática patrística, como muestra también en su comentario a De consolatione philosophiae de Boecio. Aquí Notker introduce su opinión acerca de los efectos que la filosofía tiene como objetivo, acompañando un esbozo elemental de la historia de la filosofía que toma de la De civitate Dei de Agustín de Hipona: 

La filosofía se divide en divina y humana. Las cosas divinas las enseñan aquellos que han escrito para nosotros libros sobre la naturaleza de Diosy sobre la verdad de la Santísima Trinidad. Esos se llaman teólogos. El más grande de todos fue Juan Evangelista. Las cosas humanas las enseñan los naturalistas y los éticos, que se ocupan de la naturaleza y de las costumbres. El más antiguo de los físicos fue Pitágoras entre los griegos, y luego Tales de Mileto y sus discípulos: Anaxágoras, Anaximandro y Anaxímenes. Ellos tratan de comprender el modo en que el mundo se originó. Uno dice que el fuego, otros que el agua, la mente divina»

Concienzudo y minucioso traductor, Notker es un verdadero y grande realista, el primero de la literatura tudesca. Su lenguaje es vivo, jugoso, bello. Su experiencia lingüística es paralela a la poética del autor del Ruodlieb: ambos autores insertan su alemán en el latín (y a veces su latín en el alemán) con un proceso que puede a veces parecer arbitrario, determinado por un precisoi sentido de la realidad